# كليف كوسر
كليف كوسر (بالإنجليزية: Cliff Couser)‏ مواليد 18 مايو 1971 في سانت لويس، هو ملاكم أمريكي يصنف ضمن فئة الوزن الثقيل. يطلق عليه «توأم تايسون» لشبهه بالملاكم مايك تايسون.

## إحصائيات
خاض خلال مسيرته 52 نزالا، فاز في 26 وتعادل في 2 وخسر في 22. فاز بالضربة القاضية في 14 نزالا.

## روابط خارجية
- كليف كوسر على موقع IMDb (الإنجليزية)
- كليف كوسر على موقع بوكس ريك (الإنجليزية) (registration required)